# Begonia schaeferi
Begonia schaeferi là một loài thực vật thuộc họ Begoniaceae. Loài này có ở Cameroon và Nigeria. Môi trường sống tự nhiên của chúng là vùng núi ẩm nhiệt đới hoặc cận nhiệt đới và vùng nhiều đá. Chúng hiện đang bị đe dọa vì mất môi trường sống.